# Wilhelm Ludwig von Baumbach
Wilhelm Ludwig von Baumbach (zur Kennzeichnung des Familienstamms auch Wilhelm Ludwig (II.) von Baumbach-Lenderscheid) (* 12. April 1741; † 19. September 1808 in Kassel) war ein deutscher Landrat und Abgeordneter und Abgeordneter aus dem Adelsgeschlecht Baumbach.
Von Baumbach war der Sohn von Wilhelm Ludwig I. von Baumbach (1710–1769). Der Vater war  ritterschaftlicher Obereinnehmer und Deputierter bei den Hessen-Kasselischen Landtagen 1753–1755 und 1758. Die Mutter war die Erbin von Sontra, Sabine Friederike von Baumbach (1720–1789). Von Baumbach heiratete Caroline Luise Henriette Wiebrecht (* 17. April 1737; † 10. Januar 1820) aus Zerbst. Einziges Kind war die Tochter Friederike von Baumbach.
Von Baumbach trat in die Verwaltung der Landgrafschaft Hessen-Kassel ein und war von 1776 bis 1786 Landrat des Kurhessischen Stromsbezirks des Fuldastroms und später Landrat in Hanau. Er wurde mit dem Titel eines Geheimen Regierungsrates ausgezeichnet und Vizepräsident, später Präsident der Regierung in Kassel. Er wurde auch mehrfach vom Kurfürsten in diplomatischer Mission eingesetzt. So war er vom 14. März bis zum 11. April 1790 Hessen-Kasselischer Gesandter in besonderer Mission (Investitut des Kurfürsten) in Mainz und vom 21. Juni bis zum 19. Juli 1792 Hessen-Kasselischer Gesandter beim Heiligen Römischen Reich Deutscher Nation (Wahlkonvent). 1802 wurde er Kurhessischer Staats- und Finanzminister. Nach dem Dritten Koalitionskrieg lavierte die Landgrafschaft Hessen-Kassel zwischen Frankreich und dem Reich. Von Baumbach riet eher zu einem Anschluss an Frankreich („ehender als an Preußen“). Hessen-Kassel trat 1806 dem Rheinbund nicht bei und teilmobilisierte zu Beginn des preußisch-französischen Kriegs 1806 seine Armee, um die Neutralität zu sichern. Daraufhin besetzte Napoleon Kurhessen. Am 1. November 1806 marschierte französisches Militär in Kassel ein. Von Baumbach verhandelte um einen Kredit von drei Millionen Talern und ließ diese den Franzosen als Kontribution aushändigen, um Brandschatzungen zu vermeiden.
Der Kurfürst Wilhelm I. floh rechtzeitig und ging ins Exil, zuerst nach Holstein, wo er im Itzehoer Prinzesshof residierte, und später nach Prag. Er setzte am 3. November 1806 von Baumbach gemeinsam mit dem Minister Friedrich Sigismund Waitz von Eschen, dem Diplomaten Carl Otto von der Malsburg, dem Oberjägermeister Friedrich Ludwig von Witzleben und dem Generalmajor Carl Heinrich von Webern zur „Regentschaft“ in Kurhessen ein. Am 5. Dezember 1806 wurde er durch den französischen General Joseph Lagrange als Minister amtsenthoben und als französischer Zivilbeamter vereidigt. Auch danach setzte er im Geheimen die Tätigkeit für den Kurfürsten fort. Sein letzter Bericht an den Kurfürsten datiert vom 26. Juli 1807.
Vom 2. Juni bis zu seinem Tod am 19. September 1808 war er Mitglied der Reichsstände des Königreichs Westphalen für das Departement der Werra und die Wählergruppe der Grundeigentümer.